# ACAZ C.2
L'ACAZ C.2 est un avion de chasse biplace qui effectua son premier vol en 1926.  Biplan de construction entièrement métallique, il a une allure conventionnelle, mais les 4 sections de voilure sont identiques et donc interchangeables. Il est en outre doté d’un emplacement à bord pour installer des appareils de prise de vue, permettant de le transformer en appareil de reconnaissance. L’unique prototype fut testé sans succès par l’Aéronautique militaire belge.
Le prototype inutilisé devait être piloté par Edmond Thieffry pour un raid aérien en direction du Congo belge. Il décolle le 9 mars 1928 avec deux passagers, mais l’expédition s'achève par un atterrissage forcé à Philippeville. Le prototype est finalement détruit dans un accident le 25 janvier 1933.